# Rudinka
Rudinka é um município da Eslováquia, situado no distrito de Kysucké Nové Mesto, na região de Žilina. Tem 3,14 km² de área e sua população em 2018 foi estimada em 390 habitantes.

## Demografia
| Ano:        | 1994 | 2004   | 2014   | 2024   |
| ----------- | ---- | ------ | ------ | ------ |
| Broj ljudi: | 385  | 391    | 394    | 419    |
| Razlika:    |      | +1,55% | +0,76% | +6,34% |

| Ano:               | 2023 | 2024   |
| ------------------ | ---- | ------ |
| Número de pessoas: | 402  | 419    |
| Diferença:         |      | +4,22% |